# SMBC 닛코 증권

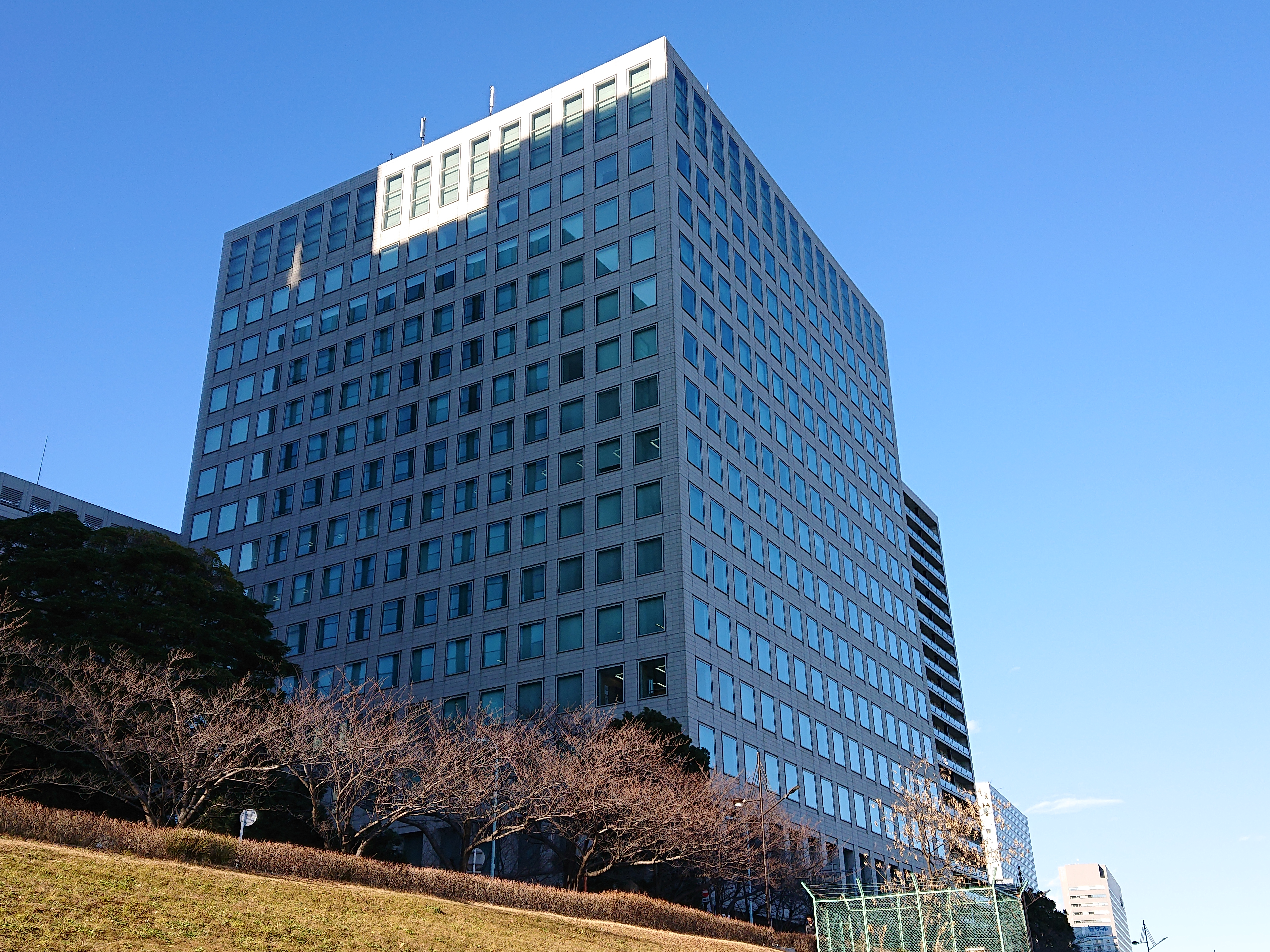
SMBC 닛코 증권 본사 사옥 전경.

SMBC 닛코 증권(일본어: SMBC日興証券, SMBC Nikko Securities Inc.)는 일본의 3대 증권 회사 중의 하나이기도 하는 종합 증권사이다. 그래서 이 증권사는 미쓰이스미토모 파이낸셜 그룹의 자회사에 속하고 있으며, 약칭은 닛코(日興)이지만, 2009년 6월 15일 공식으로 설립되었다. 또한 일본 프로 야구의 공식 스폰서로 지정된 매우 유명한 증권사이다. 다만, 2011년 4월까지는 기존 상호인 닛코코디얼 증권(日興コーディアル証券株式会社)이라는 상호를 사용하였던 발자취가 있다.